# Proyecto CHATTER
El Proyecto Chatter  es el criptónimo CIA de un programa de la Armada de los Estados Unidos  que comenzó en la otoño de  1947 enfocado en la identificación y posterior prueba de drogas usadas en interrogación y captación de agentes . Este programa incluía experimentación con animales y humanos. El programa terminó poco después del término de la  guerra de Corea en 1953. 

## Desarrollo
Estaba bajo el control del Doctor Charles Savage of the Centro Médico Naval Nacional, Bethesda, Maryland, desde  1947 a 1953.
El proyecto estaba destinado a identificar productos naturales o sintéticos que ayudaran en la  interrogación. El proyecto estuvo enfocado , pero no en forma completa, en el uso de Anabasis aphylla   (un  alcaloide), escopolamina y  mescalina. 
El Proyecto Chatter fue suspendido en 1953, debido, presumiblemente, a sus pocos éxitos y al éxito de otros programas de control mental de la CIA.